# Catharine Beecher
Pour les articles homonymes, voir Beecher.
Catharine Esther Beecher (6 septembre 1800 – 12 mai 1878) est une enseignante américaine. Elle est connue pour sa lutte pour l'éducation des femmes ainsi que pour l'incorporation de l'école maternelle dans l'éducation des enfants. Elle est une pionnière dans le domaine des arts ménagers par ses réflexions sur la rationalisation des déplacements et des gestes de la ménagère dans l'habitation. Elle fait valoir le bien-fondé de l'abolition de l'esclavage. Elle écrit plusieurs traités dont, en 1840, le best-seller: American Woman's Home: Or, Principles of Domestic Science.

## Famille et éducation
Née à East Hampton dans l'État de New York, elle est la fille du pasteur Lyman Beecher et de Roxanna Beecher née Foote. Son père est un militant réformiste et abolitionniste. Sa sœur, la romancière Harriet Beecher Stowe, auteure de La Case de l'oncle Tom (1852) et ses frères, les pasteurs Henry Ward Beecher,Charles et Thomas, ont aussi milité à divers degrés contre l'esclavage aux États-Unis.
Catharine étudie à l'école féminine de Litchfield (Connecticut) où elle reçoit la formation limitée accessible aux femmes à cette époque. Elle est fiancée à un professeur de l'université Yale, Alexander M. Fisher, mais il meurt avant le mariage. Catharine ne s'est jamais mariée par la suite.

## Carrière d'enseignante et de militante

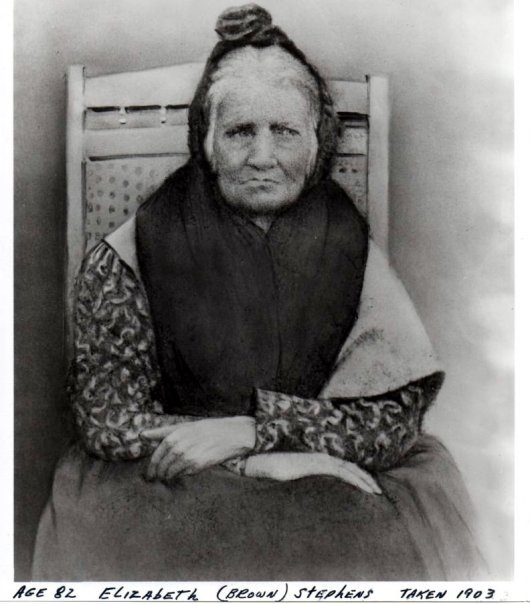
Elizabeth Brown Stephens, Indienne Cherokee, survivante de la Piste des larmes, photographiée en 1903.

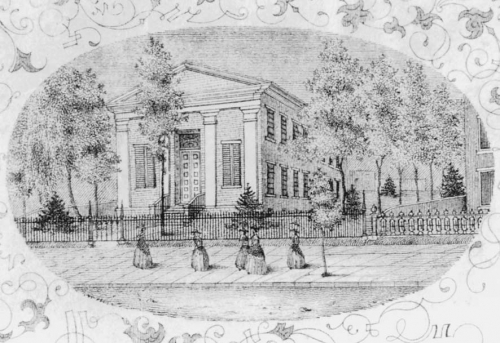
Hartford Female Seminary, illustration d'un diplôme de 1896.

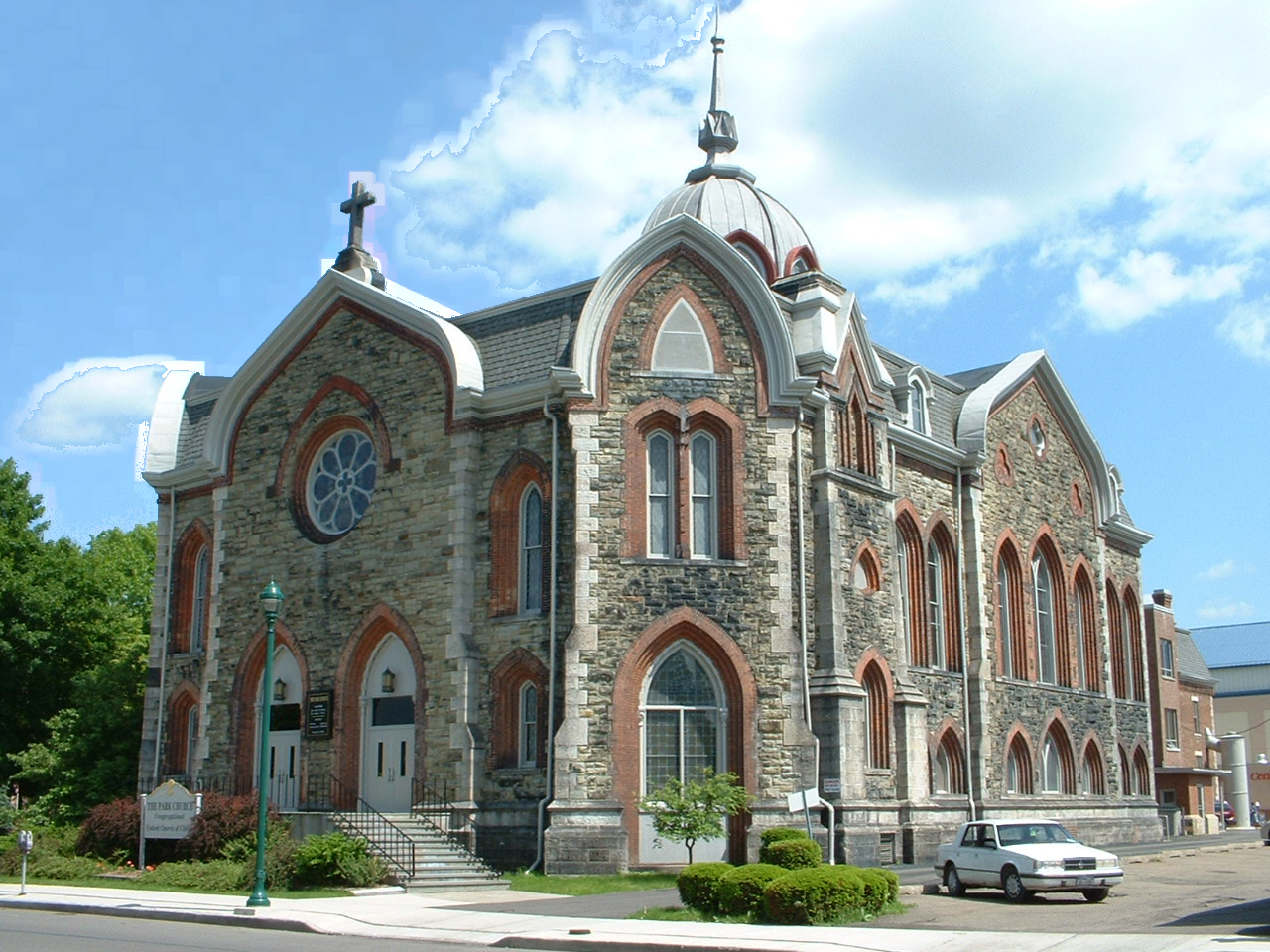
L'église de Park Church, Elmira, New York.

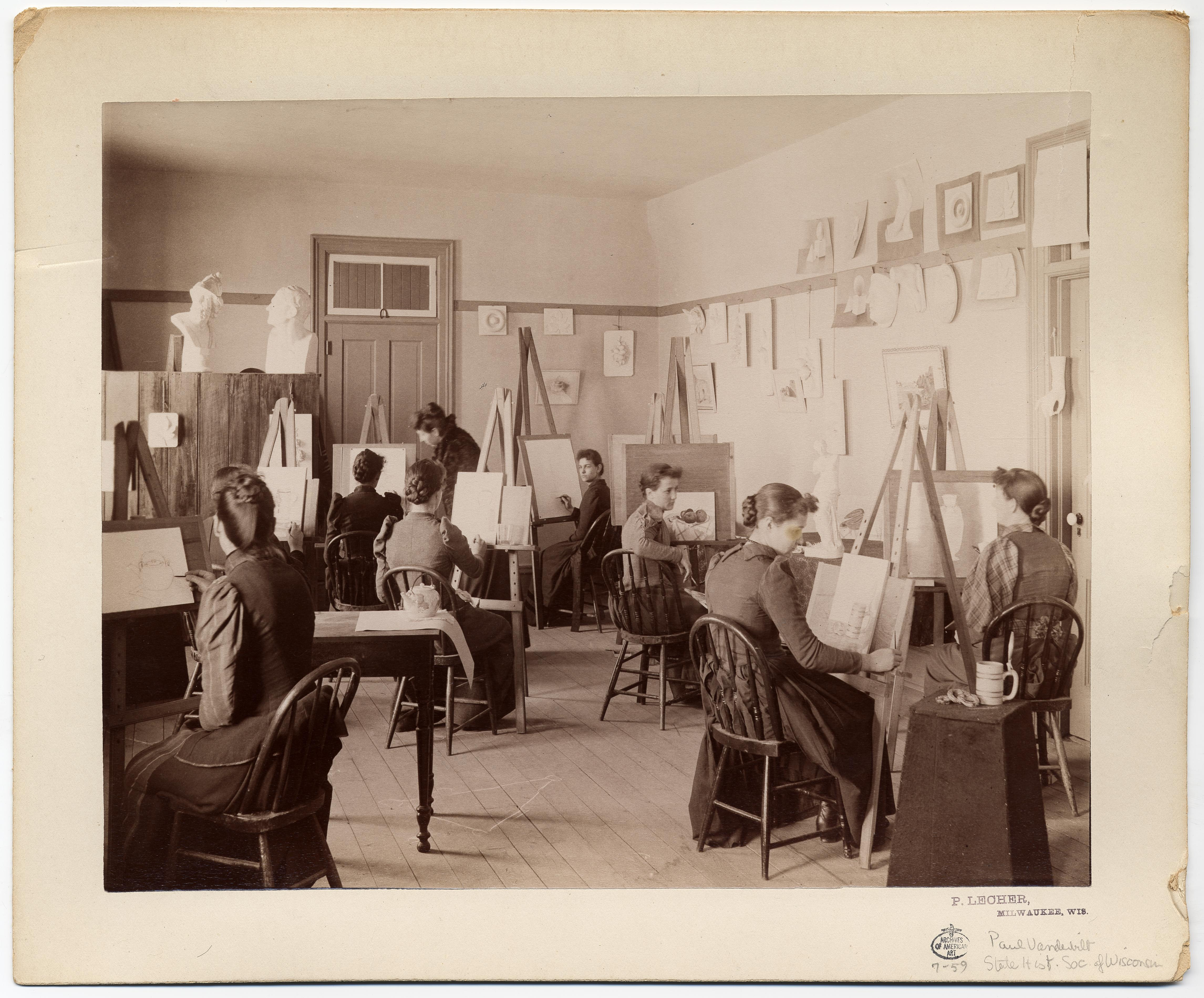
Classe d'art à Delavan (Wisconsin) vers 1880.

En 1823, Catharine Beecher fonde le Hartford Female Seminary à Hartford (Connecticut), premier établissement d'enseignement supérieur féminin aux États-Unis. Plusieurs de ses élèves connaîtront la notoriété par la suite, dont sa sœur Harriett qui enseignera elle aussi à Hartford.
En 1829-1830, Catharine Beecher  anime une campagne féminine contre l'Indian Removal Act, loi proposée par le président Andrew Jackson et visant à expulser vers l'ouest du Mississippi cinq nations amérindiennes sédentaires, les Cherokees, Séminoles, Choctaws, Creeks et Chickasaws, qui vivaient entre le Mississippi et les Appalaches. Le 25 décembre 1829, elle publie un manifeste, « Circular Addressed to the Benevolent Ladies of the U. States », appelant les femmes américaines à signer des pétitions :
« Il est devenu presque certain que ces gens vont être arrachés à leurs terres pour être conduits vers les régions sauvages de l'Ouest et vers leur anéantissement final, à moins que les sentiments d'une nation humaine et chrétienne ne s'éveillent pour empêcher cet injuste sacrifice. »
C'est la première campagne d'opinion menée par des femmes aux États-Unis mais elle ne peut empêcher le vote de la loi et la déportation des Indiens par la « Piste des larmes ». 
En 1832, elle s'installe avec son père à Cincinnati et se consacre à la création d'écoles et à la formation d'enseignants dans les régions de la Frontière de l'Ouest : son but est « d'unir les femmes américaines pour donner une éducation chrétienne à deux millions d'enfants dans notre pays ». Elle fonde le Western Female Institute à Cincinnati.
En 1852, elle fonde une association pour l'éducation féminine, The American Woman’s Educational Association, qui crée des écoles supérieurs féminines à Burlington (Iowa), Quincy (Illinois) et Milwaukee (Wisconsin). Celle de Milwaukee est aujourd'hui le Downer College de l'université Lawrence.
Elle meurt le 12 mai 1878 à New York, au domicile de son frère Thomas K. Beecher, à la suite d'une apoplexie. Ses funérailles sont célébrées à l'église de Park Church où Thomas exerçait comme pasteur.

## Idées
Malgré son engagement pour la cause de l'abolitionnisme, Catharine Beecher est assez réservée sur l'égalité entre Blancs et Noirs et fait partie de ceux qui envisagent la réinstallation des Noirs en Afrique, pratique développée à une petite échelle par l'American Colonization Society, ce qui lui est reproché par des abolitionnistes plus radicales comme les sœurs Grimké.
Catharine Beecher ne souhaite pas une implication des femmes dans la compétition politique et elle est même défavorable au droit de vote des femmes. Elle développe une doctrine qualifiée de « féminisme domestique » selon laquelle la femme doit avoir une action indirecte à travers la sphère familiale et l'éducation des enfants. Elle consacre plusieurs traités à la gestion de la maison, y compris à travers la cuisine : elle y voit un domaine où la femme peut pleinement exercer son autorité et contribuer au bien-être et au développement physiologique et moral de son foyer
.
Elle préconise une éducation qui favorise l'épanouissement de l'enfant sans lui imposer prématurément un travail d'adulte. Elle contribue au développement de l'école maternelle. 
Elle recommande dans les écoles une forme de gymnastique douce qu'elle appelle « calisthenics », inspirée de la méthode suédoise du docteur Pehr Henrik Ling et des exercices de rééducation des hôpitaux, praticable par les enfants des deux sexes, les exercices de force considérés comme devant être réservés aux garçons car plus appropriés à leur nature.

## Œuvres
- 1829 : Suggestions Respecting Improvements in Education
- 1830 : Letters on the Difficulties of Religion (Hartford)
- 1833 : Arithmetic Simplified
- 1837 : An Essay on Slavery and Abolitionism with reference to the Duty of American Females
- 1838 : The Moral Instructor for Schools and Families: Containing Lessons on the Duties of life (Cincinnati)
- 1842: A Treatise on Domestic Economy for the Use of Young Ladies at Home and at School (Boston: T.H. Webb)
- 1844 : édition des Mémoires de son frère George Beecher
- 1845 : The Duty of American Women to Their Country
- 1846 : Miss Beecher’s Domestic Receipt Book
- 1846 : The Evils Suffered by American Women and Children: the Causes and Remedy
- 1850 : Truth Stranger than Fiction (Boston)
- 1851 : True Remedy for the Wrongs of Women, with a History of an Enterprise having that for its Object (Boston)
- 1855 : Letters to the People on Health and Happiness (New York)
- 1856 : Physiology and Calisthenics for Schools and Families
- 1857 : Common Sense applied to Religion
- 1860 : An Appeal to the People, as the Authorized Interpreters of the Bible
- 1864 : Religious Training of Children in the School, the Family, and the Church
- 1869 : The American Woman's Home (en collaboration avec Harriet Beecher Stowe)
- 1870 : Principles of Domestic Science as applied to the Duties and Pleasures of Home
- 1871 : Woman's Profession as Mother and Educator, with Views in Opposition to Woman Suffrage (Philadelphia)
- 1873 : Housekeeper and Healthkeeper (New York)
- 1874 : Educational reminiscences and suggestions

## Postérité
Le cratère vénusien Beecher a été nommé en son honneur.
Elle fait partie du temple de la renommée des femmes du Connecticut.

## Publications
- Physiology and Calisthenics: For Schools and Families, New York, Harper & Brothers, 1867